# Консультативна рада (Оман)
Меджліс аш-Шура — законодавчий орган (меджліс) Оману.
Меджліс складається з 83 обраних депутатів з консультативними повноваженнями. Султан має право приймати остаточне рішення і відхиляти будь-який проєкт. В Омані заборонені всі політичні партії.